# Evoluzioni Pokémon
Evoluzioni Pokémon (ポケモンエボリューションズ?, Pokémon Eboryūshonzu) è una serie di corti ONA ambientata nel mondo immaginario di Pokémon realizzata da Oriental Light and Magic per celebrare il 25º anniversario del franchise. A differenza della serie televisiva, questa serie non ha un filo conduttore comune ma si concentra, come già Pokémon Generazioni, in ogni episodio su un evento di una regione diversa tratto dai videogiochi originali. Il primo corto è stato distribuito sul canale YouTube e sul sito ufficiale di Pokémon il 9 settembre 2021, mentre i successivi sette sono stati resi disponibili sulle medesime piattaforme con cadenza settimanale o quindicennale in due blocchi, concludendosi il 23 dicembre 2021.

## Episodi
| Nº | Titolo italiano Giapponese 「Kanji」 - Rōmaji | In onda           | In onda           |
| Nº | Titolo italiano Giapponese 「Kanji」 - Rōmaji | Giapponese        | Italiano          |
| 1  | Il campione 「ザ・チャンピオン」 - Za Chanpion | 9 settembre 2021  | 9 settembre 2021  |
| 1  | Ambientato nella regione di Galar, il corto è incentrato sulla figura del campione Dandel. |                   |                   |
| 2  | L'eclissi 「ジ・エクリプス」 - Ji Ekuripusu | 23 settembre 2021 | 23 settembre 2021 |
| 2  | Ambientato nella regione di Alola, il corto vede come protagonisti Lylia e il suo Pokémon "Nebulino" affrontare il Pokémon leggendario Necrozma. |                   |                   |
| 3  | Il visionario 「ザ・ビジョナリー」 - Za Bijonarī | 7 ottobre 2021    | 7 ottobre 2021    |
| 3  | Ambientato nella regione di Kalos, il corto ripercorre gli ideali e le azioni del malvagio Elisio. |                   |                   |
| 4  | Il piano 「ザ・プラン」 - Za Puran | 21 ottobre 2021   | 21 ottobre 2021   |
| 4  | Ambientato nella regione di Unima, il corto si concentra sulla figura del malvagio Ghecis. |                   |                   |
| 5  | Il rivale 「ザ・ライバル」 - Za Raibaru | 2 dicembre 2021   | 2 dicembre 2021   |
| 5  | Ambientato nella regione di Sinnoh, il corto ripercorre le avventure del rivale Barry. |                   |                   |
| 6  | Il desiderio 「ザ・ウィッシュ」 - Za Wisshu | 9 dicembre 2021   | 9 dicembre 2021   |
| 6  | Ambientato nella regione di Hoenn, il corto ha come protagonista Lyris, che ripercorre le leggende e i miti a lei tramandati dal popolo dei Draconidi, di cui Lyris stessa fa parte, mentre accompagna un allenatore in cima alla Torre dei Cieli per catturare il Pokémon leggendario Rayquaza. |                   |                   |
| 7  | Lo spettacolo 「ザ・ショウ」 - Za Shō | 16 dicembre 2021  | 16 dicembre 2021  |
| 7  | Ambientato nella regione di Johto, il corto racconta la storia dei Pokémon leggendari Ho-Oh e Lugia attraverso uno spettacolo teatrale tradizionale della regione. |                   |                   |
| 8  | La scoperta 「ザ・ディスカバリー」 - Za Disukabarī | 23 dicembre 2021  | 23 dicembre 2021  |
| 8  | Ambientato nella regione di Kanto, il corto ha come protagonista l'allenatrice Verde e racconta della sua impresa per catturare il Pokémon leggendario Mewtwo. |                   |                   |